# Lyon (Mississipi)
Lyon és una població dels Estats Units a l'estat de Mississipi. Segons el cens del 2000 tenia 418 habitants.

## Demografia
Segons el cens del 2000, Lyon tenia 418 habitants, 170 habitatges, i 121 famílies. La densitat de població era de 343,4 habitants per km².
Dels 170 habitatges en un 32,9% hi vivien nens de menys de 18 anys, en un 57,6% hi vivien parelles casades, en un 11,8% dones solteres, i en un 28,8% no eren unitats familiars. En el 28,2% dels habitatges hi vivien persones soles el 14,1% de les quals corresponia a persones de 65 anys o més que vivien soles. El nombre mitjà de persones vivint en cada habitatge era de 2,45 i el nombre mitjà de persones que vivien en cada família era de 3.
Per edats la població es repartia de la següent manera: un 23,4% tenia menys de 18 anys, un 8,9% entre 18 i 24, un 26,3% entre 25 i 44, un 23,9% de 45 a 60 i un 17,5% 65 anys o més.
L'edat mediana era de 41 anys. Per cada 100 dones de 18 o més anys hi havia 91,6 homes.
La renda mediana per habitatge era de 34.375 $ i la renda mediana per família de 56.042 $. Els homes tenien una renda mediana de 43.750 $ mentre que les dones 23.611 $. La renda per capita de la població era de 20.646 $. Entorn del 15% de les famílies i el 21% de la població estaven per davall del llindar de pobresa.

## Poblacions més properes
El següent diagrama mostra les poblacions més properes.